# Spianamento della superficie
Lo spianamento della superficie in agronomia è una lavorazione del terreno finalizzata a rendere più regolare la superficie di un terreno agrario, appena destinato ad usi agricoli, oppure la superficie di un terreno già lavorato, prima della semina falso

## Aspetti concettuali
Questa operazione si colloca come lavoro straordinario insieme ad altri interventi che sono finalizzati a rendere un terreno naturale adatto alla coltivazione, oppure come lavoro complementare per ridurre l'eccessiva irregolarità lasciata da una lavorazione grossolana, come ad esempio l'aratura.
Una superficie regolare si presenta indispensabile o consigliabile per i seguenti motivi:
1. La presenza di avvallamenti in un terreno agrario crea disformità dell'ambiente che deve ospitare il seme. In particolare, negli avvallamenti possono crearsi situazioni di ristagno idrico persistente che, in tempi relativamente lunghi, danneggiano sia  la struttura del terreno, sia la vitalità delle piante di una coltura in atto.
2. L'eventuale presenza di una baulatura ben conformata favorisce il deflusso superficiale dell'acqua in eccesso verso le scoline.
3. Un terreno con superficie irregolare e disforme ostacola l'esecuzione di determinate operazioni colturali meccanizzate.